# Frank Schaefer
Frank Schaefer (ur. 26 października 1963 w Kolonii) – niemiecki trener piłkarski.

## Kariera
Karierę szkoleniową Schaefer rozpoczął w 1982 roku, trenując juniorów 1. FC Köln. Pracował tam do 1997 roku, a potem został trenerem zespołu U-19 Bayeru 04 Leverkusen. Następnie prowadził drużynę tego samego szczebla wiekowego 1. FC Köln. W 2007 roku objął stanowisko szkoleniowca rezerw 1. FC Köln, a w październiku 2010 został trenerem jego pierwszej drużyny. W Bundeslidze zadebiutował 30 października 2010 w wygranym 3:2 meczu z Hamburgerem SV. 1. FC Köln prowadził do kwietnia 2011. W kwietniu 2012 Schaefer wrócił do roli trenera tego klubu. Poprowadził go tymczasowo w 4 ostatnich kolejkach sezonu 2011/2012, zakończonego przez Köln spadkiem do 2. Bundesligi, po czym został zastąpiony przez Holgera Stanislawskiego.